# Артуро Родригез
Артуро Родригез Хурадо (шп. Arturo Rodríguez Jurado; Буенос Ајрес, 26. мај 1907 — Буенос Ајрес, 22. новембар 1982) био је аргентински боксер тешке категорије и рагбиста, олимпијски победник 1928. По професији је био пољопривредни инжењер.

## Биографија
Артуро Родригуез је веома млад почео да боксује и игра рагби. Када је почетком 1920-их, аргентинац Луис Анхел Фирпо у САД направио сензацију као професионални боксер, и учествовао у борби за светског првака, Родригез се потпуно определио за бокс. Био је члан клуба Атлетико из Сан Исидра.
Као 17-годишњак, учествовао је на Олимпијским играма 1924. у Паризу. Вероватно због неискуства у првом колу при равноправној борби на поене изгубио је меч у полутешкој категорији против Данца Thyge Petersena касније освајача сребрне медаље. 
Четири године касније, поново је на Олимпијским играма у Амстердаму, овога пута у тешкој категорији, која је тада била око 79,6 кг телесне тежине. У првом колу, нокаутом у првој рунди, победио је Ирца Метјуа Фланагана. Следиле су победе на поене против Sam Olija из Холандије и Микаела Микаелсена из Данске. У финалној борби за олимпијског победника, класичним нокаутом у првој рунди, победио је Швеђанина Нилса Рама.
Остали резултати Артура Родригеза нису познати. На Пан америчким играма 1925. и 1926. није учествовао. Никада није био професионални боксер.
Син Артуро Родригеза, Фернандо учествовао је на Зимским олимпијским играма 1964. у Инзбруку. Такмичио се у бобу двоседу и четвороседу.